# در خواب‌ها
در خواب‌ها (به انگلیسی: In Dreams) فیلمی در ژانر ترسناک به کارگردانی نیل جردن است که در سال ۱۹۹۹ منتشر شد. از بازیگران آن می‌توان به آنت بنینگ، آیدان کوئین، رابرت داونی جونیور، پل گویلفویل و استیون ری اشاره کرد.

## خلاصه فیلم
کلیر کوپر خواب‌های عجیبی می‌بیند. شبی او خواب دختر کوچکی را می‌بیند که در محله او توسط یک غریبه ربوده می‌شود. وقتی دختر کوچکش پس از مدتی ربوده شده و به قتل می‌رسد او مطمئن می‌شود ذهن او و قاتل در خواب به هم پیوند می‌خورد…